# 존 콜렛
존 콜렛(John Colet, 1467년 1월 ~ 1519년 9월 16일)은 영국의 가톨릭 사제이자 교육 개척자였다.
콜렛은 영국의 학자, 르네상스 인문주의자, 신학자, 상인조합 경애사의 일원이자 런던 세인트폴 대성당의 학장이었다. 콜렛은 사람들이 성경을 삶의 지침으로 삼기를 원했다. 더 나아가, 그는 신학을 회복하고 기독교를 되살리기를 원했다. 콜렛은 인문주의와 개혁을 연결시킴으로써 기독교 인문주의의 중요한 초기 지도자이다. 존 콜렛은 기독교 인문주의의 핵심 인물인 데시데리위스 에라스뮈스의 친구였다.

## 어린 시절과 교육
헨리 콜렛 경(1486년과 1495년 런던 시장경)의 장남으로 1467년 1월 런던에서 태어났으며, 세인트 앤서니 학교와 모들린 칼리지 (옥스퍼드 대학교)에서 교육을 받고 1490년 석사 학위를 받았다. 그는 이미 서퍽주 데닝턴의 비상주 목사이자 스텝니의 세인트 던스턴 교구 목사였으며, 이제 헌츠의 턴닝의 교구 목사가 되었다. 1493년 그는 프랑스 파리로 가서 이탈리아로 건너가 교회법과 대륙법계, 교부학 그리고 그리스어를 공부했다.

## 해외 체류 기간
해외 체류 기간 동안 그는 부다이우스 (기욤 뷔데)와 데시데리위스 에라스뮈스 그리고 지롤라모 사보나롤라의 가르침을 알게 되었다. 1496년 잉글랜드로 돌아온 후 그는 성직에 서품되어 영국 옥스퍼드에 정착했으며, 그곳에서 사도 바울로의 서한에 대해 강의하면서 오래된 스콜라적 해석 방식을 새로운 학문에 더 조화로운 방식으로 대체했다. 그들의 영향으로 잉글랜드로 돌아왔을 때, 그는 단순히 인문주의자가 아닌 기독교 개혁가로 돌아왔다. 그의 방법은 1498년 옥스퍼드를 방문했고 나중에 콜렛으로부터 연금을 받은 에라스뮈스에게 많은 영향을 주었다.

## 직책 수행

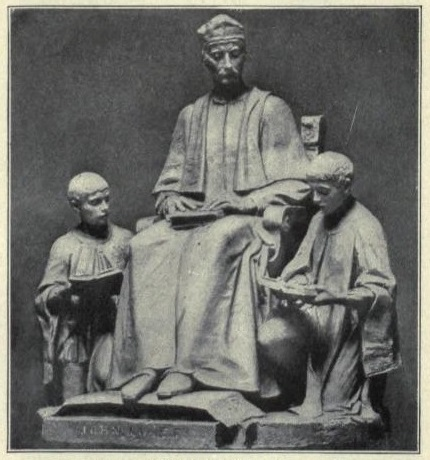
윌리엄 하모 소니크로프트 경이 만든 콜렛 학장의 동상.

1494년부터 콜렛은 요크의 참사회원이었고 런던 세인트 마틴 르 그랜드의 캐논이었다. 1502년에 그는 솔즈베리의 참사회원이 되었고, 1505년에는 세인트폴 대성당의 참사회원이 되었으며, 곧바로 신학 박사 학위를 취득한 후 그곳의 학장이 되었다. 그는 계속해서 성경에 대해 강의했고, 곧바로 세인트폴 대성당 자체에서 매주 3일 영구적인 신격 강의를 개설했다. 1505년에서 1519년 사이에 세인트폴 대성당에 재직하면서 콜렛은 설교, 행정, 성경 주해 및 교육을 교회 개혁에 활용했다.
1508년경, 아버지의 재산을 상속받은 콜렛은 세인트폴 스쿨 (런던)의 재건 계획을 수립하여 1512년에 완성했으며, 연간 122파운드 이상의 가치를 지닌 부동산을 기부했다. 아기 예수에게 헌정된 이 학교는 어린 소년들에게 기독교 교육을 제공하기 위해 설립되었다.
유명한 문법학자 윌리엄 릴리가 초대 교장이었으며, 상인조합 경애사는 (1510년에) 이사로 임명되어 교육에서 비성직자 관리의 첫 사례가 되었다. 일부는 콜렛의 종교적 견해를 이단적이라고 주장했지만, 캔터베리 대주교 윌리엄 워햄은 그를 기소하기를 거부했다. 잉글랜드의 헨리 8세 국왕 또한 프랑스 전쟁에 반대하는 그의 설교에도 불구하고 그를 높이 평가했다.
콜렛은 세인트폴 대성당의 예수 길드의 목사이자 잉글랜드의 헨리 8세의 채플린이었다. 1514년 그는 캔터베리 순례를 했고 1515년 토머스 울지의 추기경 임명식에서 설교했다.

## 설교
콜렛은 많은 저명한 설교를 했다. 그중 하나는 1512년 2월 6일 세인트폴 대성당에서 열린 캔터베리 교구 성직자 회의의 시작이었다. 캔터베리 대주교 워햄은 콜렛에게 연설을 요청했다. 콜렛의 연설은 직접적이고 통찰력이 있었다. 그것은 그의 작업을 나타내거나, 콜렛 자신이 말했듯이, 그는 "교회의 파멸에 대한 슬픔에 잠긴 사람으로서 열정적으로 말하고 있다"고 했다. 또한 콜렛은 "…오늘 저는 여러분, 아버지들께, 이 회의에서 교회의 개혁에 대해 여러분의 모든 마음으로 심의할 것을 권고하기 위해 여기에 왔습니다"라고 말했다. 회의 설교는 그의 가장 잘 알려진 설교 중 하나이다. 또한 콜렛은 1513년 성금요일 왕실 앞에서 주목할 만한 설교를 했다. 그는 정치적 긴장, 특히 프랑스에 대한 영국의 전쟁 추진 시기에 이 연설을 했다. 연설에서 콜렛은 전쟁을 비난하고 기독교인들이 오직 예수 그리스도를 위해 싸우도록 촉구했다.

## 기독교 인문주의자
콜렛의 저술은 사색적이며 기독교 인문주의의 전통에 기여했다. 그는 마르쿠스 툴리우스 키케로의 저술, 아우구스티누스의 작품, 히에로니무스의 신학 저술, 요한네스 크리소스토모스의 저술, 안티오키아의 이그나티오스, 락탄티우스의 작품, 폴리카르포스를 연구했다.
그의 저술에서 콜렛은 이탈리아 인문주의자이자 플라톤주의자인 마르실리오 피치노와 피코 델라 미란돌라를 언급한다.
에라스무스는 콜렛에 대해 "콜렛의 말을 들으면 마치 플라톤 자신의 말을 듣는 것 같다"고 말했다. 데시데리위스 에라스뮈스는 콜렛을 통해 교회를 매우 비판하면서도 여전히 충실한 사제가 될 수 있다는 것을 보여주려 했을 것이다. 그의 콜렛 묘사는 부분적으로는 자기 자신의 묘사이기도 했다.

## 시간에 따른 연구

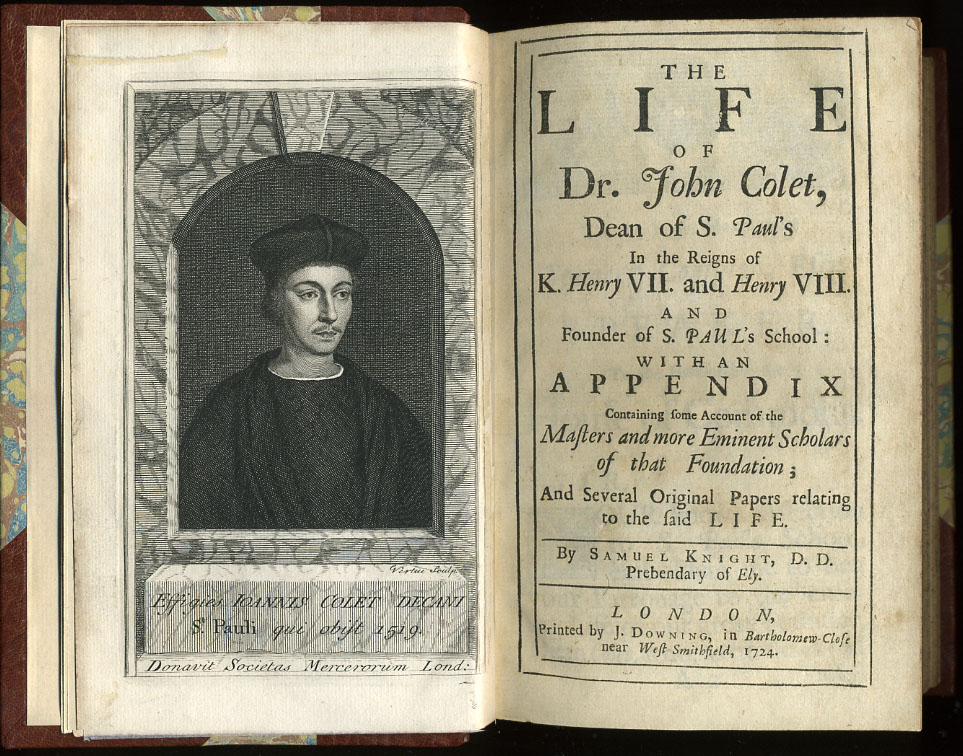
새뮤얼 나이트의 "성 바울 학장 존 콜렛 박사의 삶"의 앞표지와 제목 페이지, 1724년.

콜렛은 시간이 흐르면서 자주 연구되었고 인기가 다시 높아졌다. 케넷 주교는 17세기와 18세기 동안 콜렛을 연구했다. 케넷은 그의 노트를 새뮤얼 나이트에게 전달했고, 나이트는 이를 바탕으로 1724년에 출판된 콜렛의 전기를 썼다. 19세기 동안 콜렛에 대한 관심이 증가했다. 그 시기에 그의 작품 여러 판과 추가 전기가 출판되었다. 학자들은 콜렛이 그의 친구 에라스무스와 영국 종교개혁에 강한 영향을 미쳤다고 믿었다. 후대의 비평가들은 콜렛을 개신교적 인물로 보았지만, 다른 이들은 콜렛이 단지 교회의 질을 향상시키고자 했던 개혁 설교자였다고 믿는다.

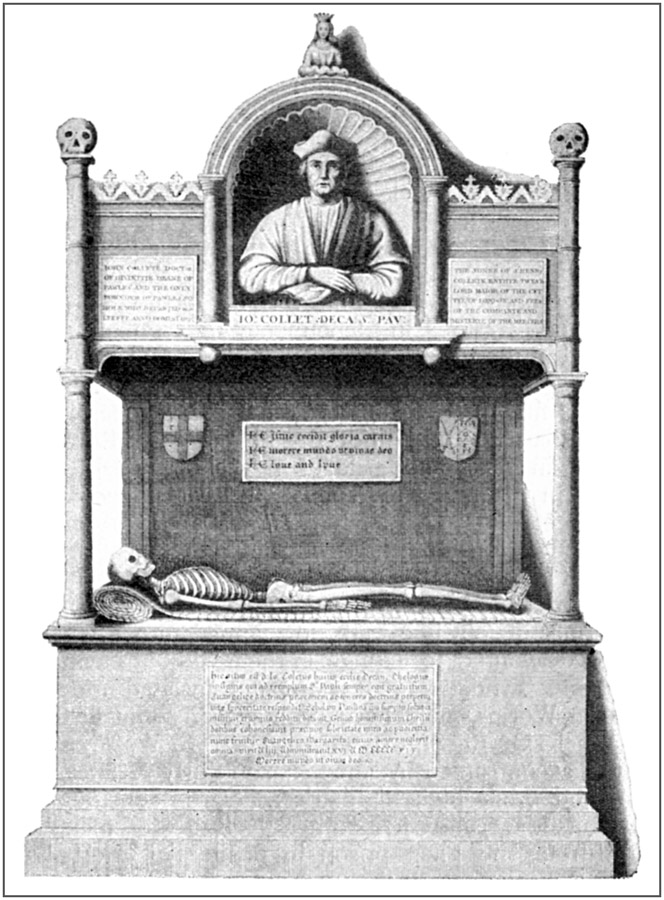
존 콜렛 D.D.의 묘비,
세인트폴 학장.
홀라르 후.

콜렛은 1519년 "땀병"으로 사망했다. 그의 기념비는 세인트폴 대성당 합창단 남쪽 통로에 세워졌으나 런던 대화재로 파괴되었다.

## 기타 저작
콜렛의 설교 외에도 일부 성경 주해와 『매일 묵상』, 『경건한 삶을 위한 권고』 등의 저작이 있다. 릴리와 에라스무스, 울시와 함께 콜렛은 영어 학교에서 수세기 동안 사용된 공인 라틴어 문법의 기초를 형성하는 자료를 만들었다. 콜렛이 에라스무스에게 보낸 여러 편지도 남아 있다.

## 콜렛의 지속적인 영향
오늘날까지 콜렛의 업적은 세인트폴 스쿨 (런던), 세인트폴 여학교 및 세인트폴 주니어스 (이전 코렛 코트)에 의해 2003년부터 시작된 세인트폴 대성당의 존 콜렛 기념일에 기념되고 있다.
버킹엄셔주 웬도버에 있는 존 콜렛 학교는 그를 기리기 위해 이름 붙여졌고, 런던 해머스미스 W6 교외의 도로인 콜렛 가든과 호주 시드니의 존 콜렛 학교도 그의 이름을 따랐다.

## 콜렛의 종회 설교 (1512)
서론에서 콜렛은 교회의 개혁을 고려해야 할 필요성 때문에 자신이 이 종회에 참석했음을 밝히며 결론을 맺는다. 먼저 콜렛은 성직자들의 생활 방식을 비판한다. 콜렛은 성직자들이 다른 사람들에게 빛의 등대처럼 모범이 되어야 한다고 설명한다. 왜냐하면 만약 그들이 어둠의 인물이 된다면 교회는 어둠에 휩싸일 것이기 때문이다. 콜렛은 사도를 인용하며 부패한 성직자 생활을 구성하는 네 가지 악을 제시한다: 악마적인 교만, 육체적 정욕, 세속적인 탐욕, 그리고 세속적인 직업들.
첫째, 삶의 교만에 관하여, 콜렛은 당시의 성직자들이 성직자가 됨으로써 얻을 수 있는 명예와 존엄에 더 사로잡혀 있었다고 믿는다. 교회 봉사는 오직 겸손한 봉사여야 한다.
둘째, 많은 성직자들이 육체의 욕망에 참여한다: 향연과 잔치, 헛된 대화, 스포츠, 연극, 사냥, 매사냥. 그들은 "이 세상의 쾌락에 빠져" 있으며 "자신의 쾌락을 제공하는 자들을 후원한다".
셋째, 탐욕은 세 번째 세속적인 악이며, 또한 정욕으로 알려져 있다. 콜렛은 이것을 많은 성직자들을 압도하고 많은 이들을 눈멀게 한 전염병이라고 부른다. 많은 이들이 오직 부와 승진의 희망 때문에 교회에 참여한다. 성직자들은 자신들이 얻을 수 있는 부의 양보다 자신이 할 수 있는 선에 더 관심이 있어야 한다는 것을 잊는다. 바울은 탐욕을 모든 악의 뿌리라고 불렀다. 이로부터 연금과 십일조를 포함한 수많은 교역록이 쌓인다. 콜렛은 "모든 부패, 교회의 모든 폐허, 세상의 모든 스캔들은 성직자들의 탐욕에서 비롯된다"고 말한다.
네 번째 악은 성직자들이 하느님의 종이라기보다는 사람의 종이 되었기 때문에 발생한다. 사도 바울로에 따르면, 성직자들은 사람과 하느님 사이의 중개자 역할을 해야 한다. 따라서 전쟁은 본질적으로 영적인 것이어야 하며 예수를 반영해야 한다. 또한, 그들은 성경에 대해 기도하고, 읽고, 묵상해야 한다. 그들은 하느님의 말씀을 전달하고, 구원의 성사를 베풀고, 사람들을 위해 희생하고, 사람들의 영혼을 위한 미사를 드려야 한다.
콜렛은 이어서 필요한 성직자 개혁에 대해 논한다. 바울은 사람들이 "새로운 마음으로 개혁되어야 한다"고 명령한다. 사람들은 겸손, 절제, 자선, 영적인 직업으로 돌아가야 한다. 개혁은 교회를 통해 퍼져나갈 수 있도록 성직자들로부터 시작되어야 한다. 콜렛은 새로운 법률의 제정에 동의하지 않으며, 대신 오래된 법률이 단순히 시행되어야 한다고 생각한다.
콜렛은 여러 가지가 중요하다고 믿는다: 선하고 순수하며 거룩한 삶, 인정된 도덕, 성경에 대한 적절한 지식, 성사에 대한 지식, 하느님에 대한 경외와 천국 생활에 대한 사랑.
마지막으로 콜렛은 사람들에게 "사랑과 평화의 하느님께 돌아가십시오. 모든 이해를 초월하는 영의 참된 평화가 있는 그리스도께 돌아가십시오. 참된 사제 생활로 돌아가십시오." "여러분의 마음을 새롭게 하여 하느님의 것을 알게 하십시오. 그리하면 하느님의 평화가 여러분과 함께할 것입니다."라고 촉구한다.

## 기념물
세인트폴 대성당의 남쪽 통로에 그의 기념비가 있었다.
존 콜렛과 두 학생의 청동상으로, 1902년 하모 소니크로프트가 제작한 것이 세인트폴 스쿨, 런던 입구 근처에 눈에 띄는 위치에 있다.

## 같이 보기
- 데시데리위스 에라스뮈스의 서신 목록

## 내용주
1. 1 2 3 4 5 6  Chisholm 1911, 681쪽.
2. ↑  브리태니커 백과사전, 1911년 판, 24권, 505페이지, 도판 IV.
3. ↑  "Colet, John (1467–1519)", 옥스포드 국립 인명 사전 (2004)  Oxford University Press ISBN 978-0-198-61411-1
4. ↑  에라스무스가 존 피셔에게, 1499년 12월 5일. 에라스무스, 서신집, 1: 235. 편집. 베아트리스 코리건 외. 토론토: 토론토 대학교 출판부, 1974.
5. ↑  Dimock, Arthur (1900). 《세인트폴 대성당 교회》. 런던: 조지 벨 & 선즈. 20쪽.
6. ↑  "세인트폴 대성당의 기념물" 싱클레어, W. p93: 런던; 채프먼 & 홀, Ltd; 1909

## 추가 문헌
- 프레데릭 시봄, 옥스포드 개혁가
- 조셉 허스트 럽턴, 존 콜렛의 생애 (1887)

틀:세인트폴 대성당